# H급 전함
H급 전함은 비스마르크급 전함에 뒤를 이어서 제2차 세계대전 중 독일 해군이 계획한 초노급 전함의 함급이었다. Z계획의 일환이며 5만톤 이상인 대형전함 건조계획이었다.

## 개요
H, J, K, L, M, N(모두 가칭)의 6척이 계획되었고 1937년도 계획으로 H, 38년도 계획으로 J와 K, 39년도 계획으로 L이 예산승인되었고 Z계획에 의해 M과 N의 건조도 결정되었다. H와 J는 1939년 중에 기공했는데 제2차 세계대전의 발발로 인해 건조중지 되었고 준비했던 자재는 다른 곳으로 유용되었다.
그 후 각종 전훈이나 점령한 프랑스의 기술조사 등을 거쳐 개량설계가 매년 펼쳐졌고 후일 전함건조재개를 대비하여 각종 설계안이 검토되었다. 이들은 책정된 년에 아울러 H41, 42, 43, 44로 불리며 그에 아울러 당초의 설계도 H39로 불리게 되었다. 여기서는 H41~44에 대해서도 해설한다.

## H39
1937~39년에 걸쳐 설계가 이루어졌고 위에서 말했듯이 6척이 계획되었는데 그 중 4척이 예산승인, H와 J 2척이 기공되었다. 함명은 프리드리히 데 그로세(Freidrich der Grosse), 그로스도이칠란트(Grossdeutschland) 둘 중 하나로 추정된다. 건조비는 H가 2억 4050만 마르크, J가 2억 3760마르크였다.

### 선체
선체구조는 기본적으로는 비스마르크급의 확대개량형으로 외관도 흡사하다. 상이점으로는 기관의 변경에 의해 2개의 연돌이 된 것과 항공관련설비가 함미로 옮겨갔으며 3번주포탑 양쪽에 아라드 196 수상기 6기를 수용할 격납고, 4번주포탑 바로 뒤에 선회식 캐터펄트가 설치 된 점을 들을 수 있다.
수면하에는 함미에 커다란 특징을 가지고 있으며 피뢰에 의한 타, 추진기의 손상을 국한하기 위해 배려된 독특한 형상을 하고 있다.

### 무장
무장배치는 주포, 부포, 고사포에 이르기까지 비스마르크와 완전히 같다.
주포는 406mm 47구경연장포 4기8문으로 앙각30도 부각 6.5도를 지향할 수 있으며 최대사정거리 36.8km를 자랑한다. 포탄은 1문당 120발, 총 960발을 탑재한다. 
부포, 고사포는 비스마르크급과 동일하며 150mm 55구경연장포 6기 12문, (10도~35도) 최대사정거리 23km 1문당 150발 총 1800발 탑재, 105mm 65구경연장고사포 8기 16문(최대앙각 80도, 각 포 420발 총 6720발 탑재)이다. 
기관총 이하에 관해선 불명, 뒤에 설계된 H41에선 38mm포 16문과 20mm기총 34정이 예정되어있었고 39도 같은 정도였으리라 추측된다.
또 당초 설계에선 533mm 어뢰발사관(수중)을 함수양현 각 3문 총6문을 장비할 예정이었다.

### 방어
방어요강 또한 비스크마르급에서 답습하고 있다.
수직방어는 주갑대 150-300mm(경사없음), 수평방어는 최상갑판 30-50-80mm, 주갑판 100mm로 비스마르크급과 마차가지로 현측에 경사부(120mm)를 지니고 있었다. 주포탑은 전면 385mm, 측면 240mm, 천개 130mm, 타국 전함과 비교하면 특별히 두꺼운 것은 아니다. 주갑판이나 포탑천개 등은 오히려 얇은 부류에 속한다.
수뢰방어는 방수구획의 뒤에 45mm의 한 장 격벽을 지녔을 뿐으로 역시 두껍다곤 하기 어렵다.

### 기관
메인기관은 모두 디젤로 이 배의 함체규모로서는 매우 특이한 것이다. 12기의 MAN사제 디젤엔진에 의해 16만5천마력을 내며 3기의 스쿠류로 30.0노트의 속력을 발휘했다.
연료는 기준4000톤, 최대 8700톤을 탑재하고 19200해리/19노트, 7000해리/28노트라는 장대하며 고속 순항능력을 지닌 함이 될 예정이었다.

### 기타
H는 1939년 7월 15에 기공하여 9월 30일에 중지되었다. 이 시점에서의 진보는 800톤 분이었고 3500톤의 자재가 가공완료, 기타 5800톤이 준비되었고 19000톤 분이 발주가 완료되었다. 1941년 11월 25일 이후 해체되었다고 한다. 기공부터 취역까지는 4년반 내지 5년으로 계획되어있었다.
J는 1939년 9월 1일, 딱 2차 세계대전이 발발한 날에 기공하여 역시 9월 30일에 중지되었다 이후 과정은 H와 마찬가지이다.
K는 1939년 5월 25일에 건조명령이 내려졌지만 기공에 이르진 않았다. 3500톤의 자재가 가공완료, 6500톤이 준비되었고 25800톤이 발주가 완료되어있었다.
M과 N은 1939년 여름에 건조명령이 내려졌고 10월 10일에 캔슬되었다.

## H41
전훈에 의해 H급을 개량한 설계안도 있다. 개량의 주안점은 수평방어의 강화로 주갑판의 장갑은 200mm(경사부 175mm)에 달했다. 주포에는 42cm포를 채용하는 한편 무장, 기관면에서의 변경은 적다. (어뢰발사관 6문은 부활)
대형화에 의해 속력은 저하하여 28.8노트로 감수할 구상이었다. 탑재기 수는 2기 줄인 4기로 계획했다.

## H42~44
그 후에도 설계작업은 계속되었다. 매년 설계안은 확대되어갔고 42와 43에선 48cm포 그리고 H44에선 마침내 50.8cm포를 주포로 사용하게 되었다. 방어요강은 기본적은 변화는 없지만 점차 두꺼워졌고 H44에선 현측최대 380mm, 주갑판 330mm(경사부 150-200mm)에 달한다. 탑재기 수는 6~9기로 계획되었다.

## 참고 문헌
- 〈GERMAN WARSHIPS 1815-1945 Volume One〉（Conway）
- 세계의 함선 증간 제22, 83집 근대전함사 (카이진샤)
- 세계의 함선 89년 3월 증간 제26집 독일전함사
- 〈독일해군 입문〉 히로다 코지 (코진샤)
- 세계의 전함 화력과 장갑의 우월함으로 함대결전의 군림한 배틀쉽 발전사 〈역사군상 태평양전쟁사 시리즈 (41)〉 학습연구사